# Symmorphus apiciornatus
Symmorphus apiciornatus är en stekelart som först beskrevs av Cameron 1911.  Symmorphus apiciornatus ingår i släktet vedgetingar, och familjen Eumenidae. Inga underarter finns listade i Catalogue of Life.